# Neriene comoroensis
Espèce
Neriene comoroensis est une espèce d'araignées aranéomorphes de la famille des Linyphiidae.

## Distribution
Cette espèce est endémique de l'archipel des Comores.

## Étymologie
Son nom d'espèce, composé de comoroe et du suffixe latin -ensis, « qui vit dans, qui habite », lui a été donné en référence au lieu de sa découverte, l'archipel des Comores.

## Publication originale
- Locket, 1980 : Some spiders from the Comoro Islands. Bulletin British Arachnological Society, vol. 5, no 3, p. 117-128.